# 威廉·莫顿·惠勒
威廉·莫顿·惠勒（英語：William Morton Wheeler，1865年3月19日—1937年4月19日）是一位美国昆虫学家，哈佛大学教授，专攻社会性昆虫，率先使用“超级有机体”这一概念称呼社会性昆虫群体。